# Cuscuta insquamata
Cuscuta insquamata är en vindeväxtart som beskrevs av Truman George Yuncker. Cuscuta insquamata ingår i släktet snärjor, och familjen vindeväxter. Utöver nominatformen finns också underarten C. i. argentina.